# Glencoe (Ohio)
Glencoe – jednostka osadnicza w Stanach Zjednoczonych, w stanie Ohio, w hrabstwie Belmont.